# Kisbucsa
Kisbucsa is een plaats (község) en gemeente in het Hongaarse comitaat Zala. Kisbucsa telt 476 inwoners (2001).